# Pompeo Aldrovandi

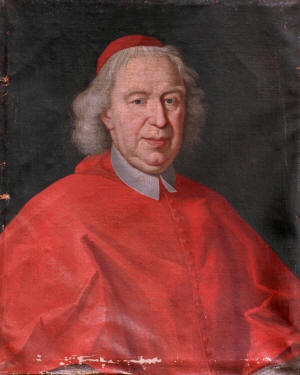
Kardinal Aldrovandi um 1734

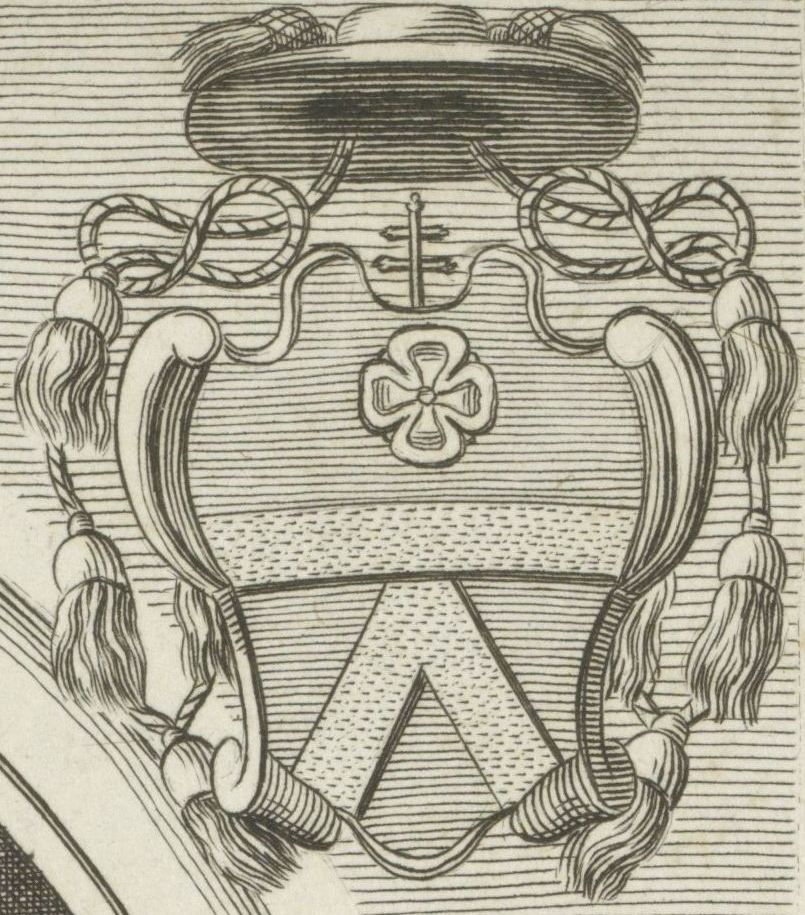
Kardinalswappen

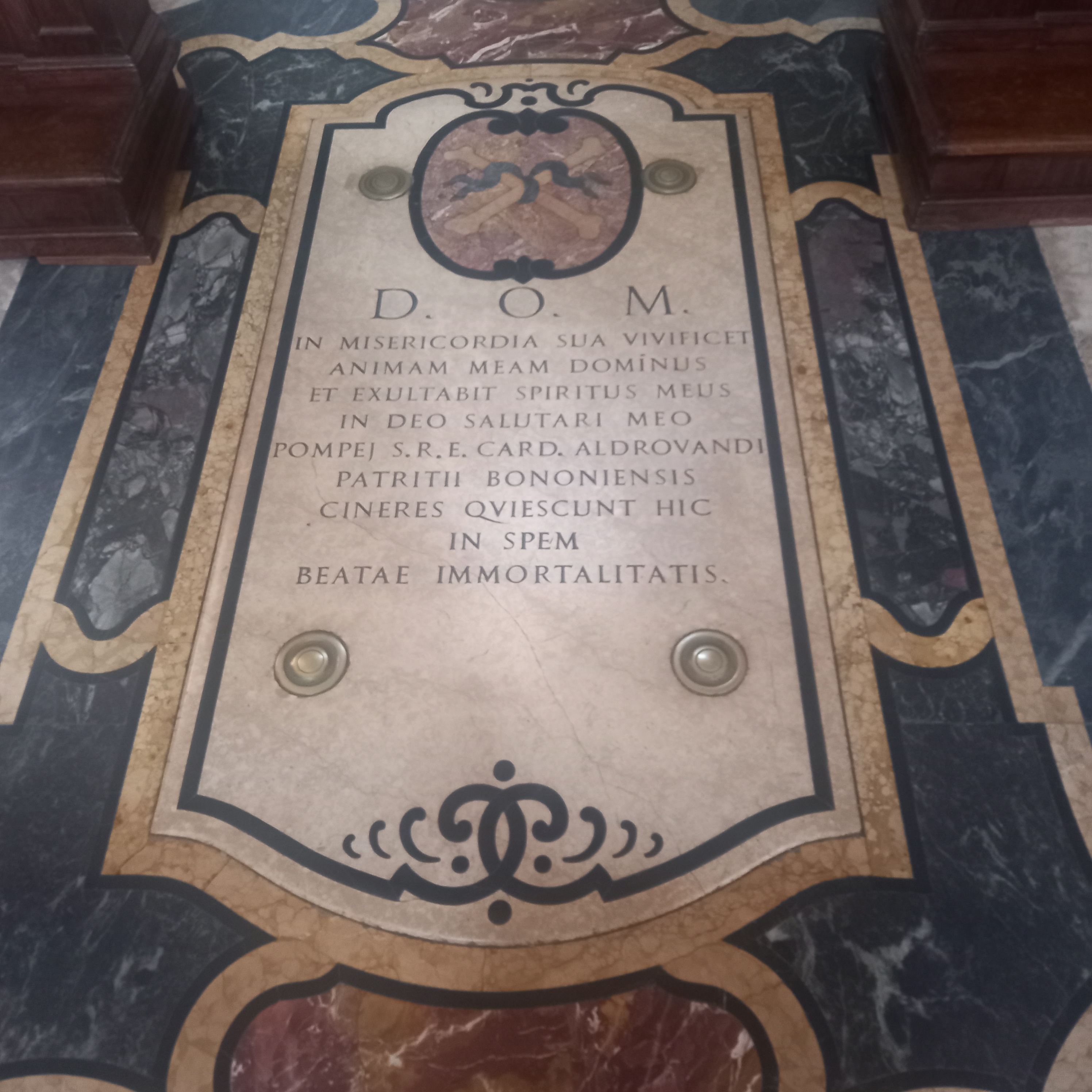
Das Grab von Pompeo Aldrovandi in der Basilika San Pietrino in Bologna

Pompeo Aldrovandi (* 23. September 1668 in Bologna; † 6. Januar 1752 in Montefiascone) war ein italienischer Kardinal und Bischof der Römisch-katholischen Kirche.

## Leben
Der Sohn des Grafen Ercole aus einer Patrizierfamilie begann seine Studien am Collegio Romano in Rom, setzte sie in Siena am Collegio Tolomei fort, um schließlich Rechtswissenschaften an der Universität Bologna zu studieren, die er 1691 mit dem Doktorgrad Doctor iuris utriusque verließ. Fünf Jahre später ging er als Schützling des Papstes Innozenz XII. an die Römische Kurie und wurde zunächst Mitarbeiter der Apostolischen Signatur. Am 5. Oktober 1710 empfing er die Priesterweihe. Als Chargé d’affaires der Nuntiatur in Spanien von 1712 bis 1716 vertrat er den Nuntius.
Am 5. Oktober 1716 wurde er zum Titularerzbischof von Neocesarea in Ponto ernannt. Die Bischofsweihe spendete ihm am 11. Oktober desselben Jahres der Kardinalstaatssekretär Fabrizio Kardinal Paolucci. 1717 und 1718 vertrat er als Apostolischer Nuntius in Spanien die Interessen des Heiligen Stuhls. Doch die politischen Probleme zwischen dem Heiligen Stuhl und dem König von Spanien zwangen ihn zur Rückkehr nach Bologna, wo er bis zum Tod von Clemens XI. blieb. Am 23. März 1729 wurde er zum Titularpatriarch von Jerusalem ernannt und verwaltete als Gouverneur die Ewige Stadt und kümmerte sich als Vize-Kämmerer vom 30. September 1733 bis zum 24. März 1734 mit um die päpstlichen Finanzen.
Am 24. März 1734 nahm ihn Clemens XII. als Kardinalpriester mit der Titelkirche Sant’Eusebio in das Kardinalskollegium auf. Im Jahr 1734 wurde er zum Erzbischof der Diözese Montefiascone ernannt. Er nahm am Konklave 1740 teil, bei dem die Wahlen vierzig Tage lang kein Ergebnis brachten, weil viele Kardinäle für ihn stimmten, ihre Stimmen jedoch nicht ausreichten, um die Wahl zu seinen Gunsten zu entscheiden. Schließlich wurde Kardinal Lambertini Papst Benedikt XIV. Aldrovandi war in den Jahren zwischen 1740 und 1743 Datar Seiner Heiligkeit.
Er starb am 6. Januar 1752 im Alter von 83 Jahren in Montefiascone. Beigesetzt wurde er in der Basilika San Petronio in Bologna, in der er eine Kapelle hatte errichten lassen und der er einen Teil seines Vermögens hinterließ.